# Risto Pietiläinen

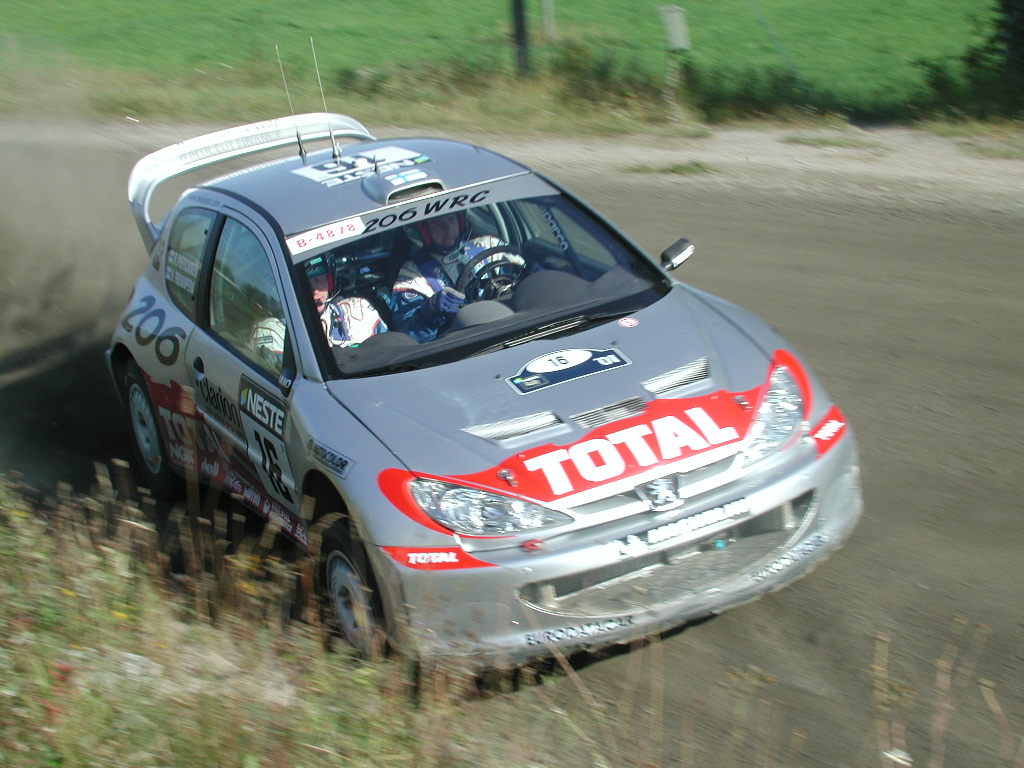
Pietiläinen e Harri Rovanperä al Rally di Finlandia nel 2001

Risto Pietiläinen (25 luglio 1963) è un copilota di rally finlandese.

## Biografia
Ha disputato la sua prima gara da copilota nel 1993, al Rally dei 1000 Laghi, nona prova del campionato del mondo, a bordo di una Opel Manta pilotata da Harri Rovanperä, col quale iniziò il sodalizio che durò sino al ritiro del pilota finlandese dal mondiale, avvenuto nel 2006, fatta eccezione per una pausa, nelle annate 1996 e 1997, quando Rovanperä gareggiò con Juha Repo e Voitto Silander.
Nel mondiale 1998 disputò la prima stagione completa a fianco di Rovanperä con la squadra spagnola SEAT Sport, che affidò loro prima la Ibiza Kit Car Evo2 e poi la neonata Córdoba WRC con la quale Pietiläinen ottenne i primi punti in carriera arrivando sesto nell'ultima gara stagionale (il Rally di Gran Bretagna). Nel 1999 disputò tutte le gare del mondiale, colse il primo podio al Rally di Gran Bretagna (terzo) e terminò la stagione al nono posto in classifica generale.
Dopo una stagione 2000 di transizione, pur con un podio conquistato in soltanto quattro gare disputate, nel 2001 la coppia venne ingaggiata dalla squadra Peugeot, reduce dal doppio titolo vinto nel 2000, e all'esordio con la 206 WRC Pietiläinen vinse la sua prima e tuttora unica gara: il Rally di Svezia; il 2001 fu l'annata migliore per entrambi, conlclusa al quinto posto nella classifica generale piloti, tanto che non riuscirono a ripetersi nei due anni successivi passati al volante della 206 WRC, terminati al settimo e all'undicesimo posto mentre nel 2004 giunsero ottavi con la nuova Peugeot 307 WRC. Per il 2005 si accasarono presso il team Mitsubishi, guidando la Lancer WRC05 e nel 2006 gareggiarono per il team Škoda con la Fabia WRC.
Dopo il ritiro di Rovanperä, Pietiläinen gareggiò ancora nel mondiale WRC, affiancandosi a vari piloti suoi connazionali, tra cui Kristian Sohlberg e Janne Tuohino. L'ultima gara iridata cui prese parte, conclusa con un ritiro, fu il Rally di Finlandia del 2015 con Matti Koskelo, su una Ford Fiesta R5 privata. Dal 2016 al 2017 ha corso al fianco di Kalle Rovanperä, giovane promessa del rallysmo scandinavo nonché figlio del suo ex-pilota Harri.

## Vittorie nel WRC
| Nº | Rally               | Anno | Pilota          | Vettura         | Squadra                |
| -- | ------------------- | ---- | --------------- | --------------- | ---------------------- |
| 1  | 50º Rally di Svezia | 2001 | Harri Rovanperä | Peugeot 206 WRC | Marlboro Peugeot Total |

## Risultati nel mondiale rally
| 1993 | Scuderia | Vettura    |  |  |  |  |  |  |  |  |     |  |  |  |  |  |  |  | Punti | Pos. |
| ---- | -------- | ---------- |  |  |  |  |  |  |  |  | --- |  |  |  |  |  |  |  | ----- | ---- |
| 1993 |          | Opel Manta |  |  |  |  |  |  |  |  | Rit |  |  |  |  |  |  |  | 0     |      |

| 1994 | Scuderia | Vettura                |  |  |  |  |  |  |  |    |  |  |  |  |  |  |  |  | Punti | Pos. |
| ---- | -------- | ---------------------- |  |  |  |  |  |  |  | -- |  |  |  |  |  |  |  |  | ----- | ---- |
| 1994 |          | Mitsubishi Galant VR-4 |  |  |  |  |  |  |  | 12 |  |  |  |  |  |  |  |  | 0     |      |

| 1996 | Scuderia | Vettura            |  |  |  |  |  |     |  |  |  |  |  |  |  |  |  |  | Punti | Pos. |
| ---- | -------- | ------------------ |  |  |  |  |  | --- |  |  |  |  |  |  |  |  |  |  | ----- | ---- |
| 1996 |          | Opel Astra GSi 16V |  |  |  |  |  | Rit |  |  |  |  |  |  |  |  |  |  | 0     |      |

| 1998 | Scuderia   | Vettura                                  |  |  |  |     |     |  |     |    |    |    |     |    |   |  |  |  | Punti | Pos. |
| ---- | ---------- | ---------------------------------------- |  |  |  | --- | --- |  | --- | -- | -- | -- | --- | -- | - |  |  |  | ----- | ---- |
| 1998 | SEAT Sport | SEAT Ibiza Kit Car Evo2 SEAT Córdoba WRC |  |  |  | Rit | Rit |  | Rit | 15 | 13 | 11 | Rit | 11 | 6 |  |  |  | 1     |      |

| 1999 | Scuderia   | Vettura          |   |    |   |     |    |    |     |     |     |   |   |    |   |   |  |  | Punti | Pos. |
| ---- | ---------- | ---------------- | - | -- | - | --- | -- | -- | --- | --- | --- | - | - | -- | - | - |  |  | ----- | ---- |
| 1999 | SEAT Sport | SEAT Córdoba WRC | 7 | 16 | 6 | Rit | 14 | 13 | Rit | Rit | Rit | 5 | 5 | 16 | 6 | 3 |  |  | 10    | 9º   |

| 2000 | Scuderia                    | Vettura                             |  |    |  |   |  |  |  |  |   |  |  |  |  |    |  |  | Punti | Pos. |
| ---- | --------------------------- | ----------------------------------- |  | -- |  | - |  |  |  |  | - |  |  |  |  | -- |  |  | ----- | ---- |
| 2000 | SEAT Sport H.F. Grifone SRL | SEAT Córdoba WRC Toyota Corolla WRC |  | 12 |  | 4 |  |  |  |  | 3 |  |  |  |  | 10 |  |  | 7     | 9º   |

| 2001 | Scuderia      | Vettura         |  |   |     |  |     |     |   |   |   |   |    |   |   |   |  |  | Punti | Pos. |
| ---- | ------------- | --------------- |  | - | --- |  | --- | --- | - | - | - | - | -- | - | - | - |  |  | ----- | ---- |
| 2001 | Peugeot Total | Peugeot 206 WRC |  | 1 | Rit |  | Rit | Rit | 3 | 2 | 4 | 3 | 11 | 7 | 4 | 2 |  |  | 36    | 5º   |

| 2002 | Scuderia      | Vettura         |     |   |    |   |   |     |   |   |  |  |  |  |  |   |  |  | Punti | Pos. |
| ---- | ------------- | --------------- | --- | - | -- | - | - | --- | - | - |  |  |  |  |  | - |  |  | ----- | ---- |
| 2002 | Peugeot Total | Peugeot 206 WRC | Rit | 2 | 11 | 7 | 4 | Rit | 4 | 2 |  |  |  |  |  | 7 |  |  | 18    |      |

| 2003 | Scuderia               | Vettura         |  |     |     |     |   |   |   |  |     |   |  |  |  |     |  |  | Punti | Pos. |
| ---- | ---------------------- | --------------- |  | --- | --- | --- | - | - | - |  | --- | - |  |  |  | --- |  |  | ----- | ---- |
| 2003 | Marlboro Peugeot Total | Peugeot 206 WRC |  | Rit | Rit | Rit | 4 | 6 | 2 |  | Rit | 7 |  |  |  | Rit |  |  | 18    | 11º  |

| 2004 | Scuderia               | Vettura         |  |  |    |   |     |   |     |   |     |  |   |   |     |  |  |   | Punti | Pos. |
| ---- | ---------------------- | --------------- |  |  | -- | - | --- | - | --- | - | --- |  | - | - | --- |  |  | - | ----- | ---- |
| 2004 | Marlboro Peugeot Total | Peugeot 307 WRC |  |  | 10 | 5 | Rit | 3 | Rit | 5 | Rit |  | 6 | 6 | Rit |  |  | 2 | 28    | 8º   |

| 2005 | Scuderia          | Vettura                 |   |   |   |     |     |   |    |   |   |   |    |   |   |    |    |   | Punti | Pos. |
| ---- | ----------------- | ----------------------- | - | - | - | --- | --- | - | -- | - | - | - | -- | - | - | -- | -- | - | ----- | ---- |
| 2005 | Mitsubishi Motors | Mitsubishi Lancer WRC05 | 7 | 4 | 5 | Rit | Rit | 7 | 10 | 6 | 5 | 7 | 10 | 4 | 5 | 10 | 10 | 2 | 39    | 7º   |

| 2006 | Scuderia                              | Vettura                                                  |  |    |  |  |    |  |    |    |  |     |  |     |    |  |  |   | Punti | Pos. |
| ---- | ------------------------------------- | -------------------------------------------------------- |  | -- |  |  | -- |  | -- | -- |  | --- |  | --- | -- |  |  | - | ----- | ---- |
| 2006 | Red Devil Atolye Kazaz Red Bull Škoda | Citroën Xsara WRC Škoda Fabia WRC Subaru Impreza WRC2005 |  | 10 |  |  | 12 |  | 20 | 12 |  | Rit |  | Rit | 11 |  |  | 9 | 0     |      |

| 2007 | Scuderia                       | Vettura                                    |  |    |  |    |  |     |  |     |     |  |  |  |  |  |  |  | Punti | Pos. |
| ---- | ------------------------------ | ------------------------------------------ |  | -- |  | -- |  | --- |  | --- | --- |  |  |  |  |  |  |  | ----- | ---- |
| 2007 | Syms Rally Team Blue Rose Team | Subaru Impreza STi Mitsubishi Lancer WRC05 |  | 18 |  | 13 |  | Rit |  | Rit | Rit |  |  |  |  |  |  |  | 0     |      |

| 2008 | Scuderia | Vettura              |  |  |  |  |  |  |  |  |    |  |  |  |  |  |  |  | Punti | Pos. |
| ---- | -------- | -------------------- |  |  |  |  |  |  |  |  | -- |  |  |  |  |  |  |  | ----- | ---- |
| 2008 |          | Ford Focus RS WRC 05 |  |  |  |  |  |  |  |  | 26 |  |  |  |  |  |  |  | 0     |      |

| 2009 | Scuderia | Vettura              |  |  |  |  |  |  |  |  |    |  |  |  |  |  |  |  | Punti | Pos. |
| ---- | -------- | -------------------- |  |  |  |  |  |  |  |  | -- |  |  |  |  |  |  |  | ----- | ---- |
| 2009 |          | Ford Focus RS WRC 05 |  |  |  |  |  |  |  |  | 17 |  |  |  |  |  |  |  | 0     |      |

| 2010 | Scuderia | Vettura                                    |  |  |  |  |    |    |  |    |  |  |  |  |  |  |  |  | Punti | Pos. |
| ---- | -------- | ------------------------------------------ |  |  |  |  | -- | -- |  | -- |  |  |  |  |  |  |  |  | ----- | ---- |
| 2010 | Janpro   | Ford Fiesta S2000 Mitsubishi Lancer Evo IX |  |  |  |  | 17 | 28 |  | 34 |  |  |  |  |  |  |  |  | 0     |      |

| 2012 | Scuderia      | Vettura           |  |  |  |  |  |  |  |    |  |  |  |  |  |  |  |  | Punti | Pos. |
| ---- | ------------- | ----------------- |  |  |  |  |  |  |  | -- |  |  |  |  |  |  |  |  | ----- | ---- |
| 2012 | Printsport Oy | Ford Fiesta S2000 |  |  |  |  |  |  |  | 28 |  |  |  |  |  |  |  |  | 0     |      |

| 2013 | Scuderia | Vettura           |  |  |  |  |  |  |  |    |  |  |  |  |  |  |  |  | Punti | Pos. |
| ---- | -------- | ----------------- |  |  |  |  |  |  |  | -- |  |  |  |  |  |  |  |  | ----- | ---- |
| 2013 |          | Ford Fiesta S2000 |  |  |  |  |  |  |  | 35 |  |  |  |  |  |  |  |  | 0     |      |

| 2014 | Scuderia | Vettura           |  |  |  |  |  |  |  |    |  |  |  |  |  |  |  |  | Punti | Pos. |
| ---- | -------- | ----------------- |  |  |  |  |  |  |  | -- |  |  |  |  |  |  |  |  | ----- | ---- |
| 2014 |          | Škoda Fabia S2000 |  |  |  |  |  |  |  | 39 |  |  |  |  |  |  |  |  | 0     |      |

| 2015 | Scuderia | Vettura        |  |  |  |  |  |  |  |     |  |  |  |  |  |  |  |  | Punti | Pos. |
| ---- | -------- | -------------- |  |  |  |  |  |  |  | --- |  |  |  |  |  |  |  |  | ----- | ---- |
| 2015 |          | Ford Fiesta R5 |  |  |  |  |  |  |  | Rit |  |  |  |  |  |  |  |  | 0     |      |

| 2018 | Scuderia | Vettura        |  |  |  |  |  |  |  |     |  |  |  |  |  |  |  |  | Punti | Pos. |
| ---- | -------- | -------------- |  |  |  |  |  |  |  | --- |  |  |  |  |  |  |  |  | ----- | ---- |
| 2018 |          | Škoda Fabia R5 |  |  |  |  |  |  |  | Rit |  |  |  |  |  |  |  |  | 0     |      |

| 2019 | Scuderia | Vettura         |  |  |  |  |  |  |  |  |    |  |  |  |  |  |  |  | Punti | Pos. |
| ---- | -------- | --------------- |  |  |  |  |  |  |  |  | -- |  |  |  |  |  |  |  | ----- | ---- |
| 2019 | JanPro   | Ford Fiesta WRC |  |  |  |  |  |  |  |  | 19 |  |  |  |  |  |  |  | 0     |      |

| Legenda | 1º posto | 2º posto | 3º posto | A punti | Senza punti | Ritirato | Squalificato | NP=Non partito C=Gara cancellata | Apice=Power stage |

### Risultati nel S-WRC
| 2010 | Scuderia | Vettura           |  |  |  |  |     |   |  |  |  |  |  |  |  |  |  |  | Punti | Pos. |
| ---- | -------- | ----------------- |  |  |  |  | --- | - |  |  |  |  |  |  |  |  |  |  | ----- | ---- |
| 2010 | Janpro   | Ford Fiesta S2000 |  |  |  |  | Rit | 8 |  |  |  |  |  |  |  |  |  |  | 0     |      |

### Risultati nel PWRC
| 1994 | Scuderia | Vettura                |  |  |  |  |  |  |   |  |  |  |  |  |  |  |  |  | Punti | Pos. |
| ---- | -------- | ---------------------- |  |  |  |  |  |  | - |  |  |  |  |  |  |  |  |  | ----- | ---- |
| 1994 |          | Mitsubishi Galant VR-4 |  |  |  |  |  |  | 3 |  |  |  |  |  |  |  |  |  | 7     | 25º  |

| 2007 | Scuderia        | Vettura            |  |   |  |   |  |     |  |     |  |  |  |  |  |  |  |  | Punti | Pos. |
| ---- | --------------- | ------------------ |  | - |  | - |  | --- |  | --- |  |  |  |  |  |  |  |  | ----- | ---- |
| 2007 | Syms Rally Team | Subaru Impreza STi |  | 3 |  | 3 |  | Rit |  | Rit |  |  |  |  |  |  |  |  | 12    | 8º   |